# فرانسيس مينيو
فرانسيس مينيو (9 يناير 1953

 في بوردو) (بالفرنسية: Francis Meynieu)‏ لاعب كرة قدم فرنسي معتزل كان يجيد اللعب في خط الدفاع .
لعب مينيو في أندية بوردو (1971-1980) تور (1980-1983) .
شارك مينيو مع منتخب فرنسا في مباراة دولية واحدة في سنة 1976 .

## روابط خارجية
- فرانسيس مينيو على موقع قاعدة بيانات كرة القدم.إي يو (الإنجليزية)
- فرانسيس مينيو على موقع ناشيونال فوتبول تيمز (الإنجليزية)
- فرانسيس مينيو على موقع عالم كرة القدم.نت (الإنجليزية)
- فرانسيس مينيو على موقع أوليمبيديا (الإنجليزية)